# Кепилніца
Кепилніца (рум. Căpâlnița) — комуна у повіті Харгіта в Румунії. До складу комуни входить єдине село Кепилніца.
Комуна розташована на відстані 218 км на північ від Бухареста, 22 км на захід від М'єркуря-Чука, 78 км на північ від Брашова.

## Населення
За даними перепису населення 2002 року у комуні проживали 1983 особи.
Національний склад населення комуни:
| Національність | Кількість осіб | Відсоток |
| -------------- | -------------- | -------- |
| угорці         | 1968           | 99,2%    |
| румуни         | 9              | 0,5%     |
| цигани         | 6              | 0,3%     |

Рідною мовою назвали:
| Мова      | Кількість осіб | Відсоток |
| --------- | -------------- | -------- |
| угорська  | 1967           | 99,2%    |
| румунська | 10             | 0,5%     |
| циганська | 6              | 0,3%     |

Склад населення комуни за віросповіданням:
| Релігія            | Кількість осіб | Відсоток |
| ------------------ | -------------- | -------- |
| римо-католики      | 1919           | 96,8%    |
| реформати          | 36             | 1,8%     |
| унітарії           | 12             | 0,6%     |
| православні        | 9              | 0,5%     |
| не вказали релігію | 1              | 0,1%     |

## Зовнішні посилання
- Дані про комуну Кепилніца на сайті Ghidul Primăriilor [Архівовано 15 травня 2012 у Wayback Machine.]